# ابربار
 اَبَربار  (به انگلیسی: hypercharge) عدد کوانتومی (Y) که از طریق شگرفی محاسبه می‌شود. ابربار شبیه به بار الکتریکی است به استثنای آن که به هنگام تخریب، پایدار باقی نمی‌ماند. 
ابر بار ضعیف عدد کوانتومی بار الکتریکی و جزء سوم ایزواسپین ضعیف است.